# IC 5363
IC 5363 — галактика типу S0 (спіральна галактика) у сузір'ї Скульптор.
Цей об'єкт міститься в оригінальній редакції індексного каталогу.